# فرقه سوسیالیست عثمانی
فرقه سوسیالیست عثمانی (به ترکی: Osmanlı Sosyalist Fırkası, OSF) یک حزب سیاسی سوسیالیستی بود که در سال ۱۹۱۰ در امپراتوری عثمانی تأسیس شد.

## تاریخچه (۱۹۱۰-۱۹۱۳)
تا پیش از تأسیس فرقۀ سوسیالیست عثمانی، گروه‌ها و احزاب سوسیالیست تنها در میان اقلیت‌های امپراتوری عثمانی وجود داشت، فدراسیون کارگران سوسیالیست سالونیک عمدتاً از یهودیان و حزب چپ‌گرای فدراتیو خلق (دسته بلغاری) و همچنین گروهی که سوسیالیست‌های محدود نامیده می‌شدند از بلغاری‌ها بودند که در آنجا کار می‌کردند. از طرف دیگر نیز مرکز سوسیالیستی یونانی استانبول، حزب سوسیال دموکرات هنچاکیان و فدراسیون انقلابی ارمنی قرار داشت. آنگونه که ازل کورال شاو در کتاب تاریخ خود با عنوان امپراتوری عثمانی و ترکیۀ مدرن نوشته‌است، فرقۀ سوسیالیست عثمانی بیشترین حمایت را از گروه‌های ارمنی و بلغاری در پارلمان کسب کرد.
فرقۀ سوسیالیست عثمانی در حقیقت یک حزب سیاسی واقعی به معنای مدرن کلمه نبود، بلکه گروهی از روشنفکران بود. پس از آنکه ترک‌های جوان دست به اقدامات سخت‌گیرانه‌ای علیه اپوزیسیون زد، این حزب نیز شروع به حمایت از اپوزیسیون کرد. در سپتامبر ۱۹۱۱ یک سازمان خارج از کشور حزب ه توسط رفیق نوزاد رهبری می‌شود در پاریس تأسیس شد که می‌توانست ارتباطاتی را با جنبش بین‌الملل کارگران برقرار کند. اگرچه فعالیت‌های این گروه همچنان محدود باقی ماند، اما با این وجود حسین حلمی توانست با ژان ژورس مکاتباتی برقرار کند. با این جال حزب در پذیرفته شدن در بین‌الملل دوم ناکام ماند.
پس از کودتای نظامی ۱۹۱۳ توسط ترک‌های جوان، اپوزیسیون به شکل سنگینی زیر سرکوب قرار گرفت و دورۀ سختی برای فرقۀ سوسیالیست عثمانی آغاز شد. حسین حلمی در همان سال دستگیر شد و تا سال ۱۹۱۸ یا در زندان بود و یا در تبعید به سر می‌برد. این امر در نهایت منجر به این شد که در عمل کار حزب به پایان برسد.

## تاریخچه (۱۹۱۹-۱۹۲۲)
رئیس فرقۀ سوسیالیست عثمانی حسین حلمی یک روزنامه‌نگار بود که در ۲۶ فوریۀ ۱۹۱۹ روزنامۀ اشتراک را بنیانگذاری کرد. دیگر اعضای رهبری‌کنندۀ حزب عبارت بودند از عون‌الله کاظمی، نامیق حسن، پرتو، توفیق، ابن الطاهر، اسماعیل فایق، بها توفیق، و حمید صبحی. پس از سقوط رژیم ترک‌های جوان، حزب بار دیگر در سال ۱۹۱۹ فعالیت خود را تحت رهبری حسین حلمی و مصطفی فاضل و از سر گرفت و نام خود را به فرقه سوسیالیست ترکیه تغییر داد. حزب از ابتدا با بین‌الملل دوم ارتباط برقرار کرد و در کنگره‌های آن در برن، آمستردام و ژنو دارای نماینده بود. همچنین یک انجمن بین‌المللی کارگران در استانبول وجود داشت که عمدتاً از اقلیت‌های یونانی، بلغاری و یهودی تشکیل شده‌بود.
اگرچه تأسیس فرقۀ سوسیالیست کارگران و دهقانان ترکیه توسط شفیق حُسنو (دَیمَر) در سپتامبر ۱۹۱۹ که به سمت بین‌الملل سوم گرایش داشت سبب شد تا بسیاری از اعضای فرقه سوسیالیست ترکیه این حزب را ترک کنند، اما این حزب باز هم توانست موج اعتصاب‌های بزرگی را با موفقیت در سال ۱۹۲۰ به راه بیندازد. فرقه سوسیاسلیت ترکیه که به صورت بنیادی فعالیت‌های اتحادیه‌های کارگری را سازماندهی می‌کرد، در مدتی کوتاهی محبوبیت بسیاری در میان کارگران به دست آورد. از سوی دیگر حسین حلمی از درگیری‌های بین ستادهای پادگانی برتانیا در استانبول و شرکت‌های فرانسوی با موفقیت بیشترین استفاده را کرد. او توانست حمایت مقامات انگلیسی را در استانبول به دست بیاورد.
پس از آنکه درگیری‌ها بین طرفین بریتانیایی و فرانسوی فروکش کرد و حزب به تهدیدی علیه شرکت‌های بین‌المللی تبدیل شده‌بود، فرقۀ سوسیالیست ترکیه قدرت خود را از دست داد. شرکت‌های فرانسوی سازمان‌های کارگری رقیبی مانند جمعیت صیانت عملگان (به ترکی: Amele Siyanet Cemiyeti) تأسیس کرده و از آن‌ها حمایت کردند و کارگران را مجبور کردند که ان‌ها را بپذیرند. عضویت اجباری در سال ۱۹۲۲ یکی از دلایل اصلی شکست بزرگ اعتصاب کارگران تراموای شهری بود. پس از این شکست، حسین حلمیدستگیر شد و حزب نیز منحل شد.
انشعابی در حزب منجر به تأسیس فرقۀ سوسیالیست مستقل (به ترکی: Müstakil Sosyalist Fırkası) شد که موفقیتی به دست نیاورد.
فرقۀ سوسیالیست ترکیه تقریباً فقط در استانبول سازمان یافته بود. همین امر فاصلۀ حزب را از کمالیست‌ها که جنبشی ملی را علیه اشغال آناتولی رهبری می‌کردند، و کمونیست‌هایی که برای اتحاد کارگران و سازمان‌ها تلاش می‌کردند حفظ می‌کرد. فرقۀ سوسیالیست ترکیه بیشتر یک اتحادیۀ کارگری بود تا یک حزب سیاسی.